# Анета Гавлічкова
Анета Гавлічкова (3 липня 1987, Млада-Болеслав, Чехословаччина) — чеська волейболістка. Переможець Європейської волейбольної ліги 2012 року. Дворазова володарка Кубка європейської конфедерації волейболу (ЄКВ). 

## Клуби
| Роки      | Команди                        |
| --------- | ------------------------------ |
| 2003—2008 | «Олімп» (Прага)                |
| 2008—2009 | «Верт»                         |
| 2009—2010 | «Тібоні» (Урбіно)              |
| 2010—2012 | «Ямамай» (Бусто Арсіціо)       |
| 2012—2013 | «Локомотив» (Баку)             |
| 2013—2014 | «Фенербахче» (Стамбул)         |
| 2014—2016 | «Локомотив» (Баку)             |
| 2016—2017 | «Савіно Дель Бене» (Скандіччі) |
| 2017—2020 | «Тюрк Хава Йолларі» (Стамбул)  |
| 2020—2021 | «Олімп» (Прага)                |
| 2021—2022 | «Болу Беледієспор»             |
| 2022—2023 | «Едреміт Алтінолук»            |
| 2022—2023 | «Шельми» (Брно)                |

## Досягнення
- Ліга Європи
  - Переможець (1): 2012

- Кубок ЄКВ
  - Переможець (2): 2012, 2014

- Чемпіонат Чехії
  - Переможець (1): 2005

- Кубок Чехії
  - Переможець (2): 2004, 2005

- Чемпіонат Італії
  - Переможець (1):

- Кубок Італії (1)
  - Переможець (1): 2012

- Чемпіонат Туреччини
  - Фіналіст (1): 2014

- Кубок Туреччини
  - Фіналіст (1): 2014

- Чемпіонат Азербайджану
  - Фіналіст (1): 2015

- Індивідуальні нагороди
  - Кубок CEV серед жінок 2011—2012: найкращий гравець.
  - Жіноча європейська волейбольна ліга 2012: найкращий гравець.

## Статистика
Статистика виступів в єврокубках:
| Сезон     | Клуб                          | Турнір         | Ігри | Сети | Очки | Ср.  | Примітки |
| --------- | ----------------------------- | -------------- | ---- | ---- | ---- | ---- | -------- |
| 2011/2012 | «Ямамай» (Бусто Арсіціо)      | Кубок ЄКВ      | 7    | 29   | 144  | 4,97 |          |
| 2012/2013 | «Локомотив» (Баку)            | Ліга чемпіонів | 7    | 28   | 155  | 5,54 |          |
| 2013/2014 | «Фенербахче» (Стамбул)        | Кубок ЄКВ      | 8    | 26   | 107  | 4,12 |          |
| 2014/2015 | «Локомотив» (Баку)            | Кубок ЄКВ      | 4    | 12   | 60   | 5,0  |          |
| 2015/2016 | «Локомотив» (Баку)            | Ліга чемпіонів | 8    | 31   | 158  | 5,1  |          |
| 2019/2020 | «Тюрк Хава Йолларі» (Стамбул) | Кубок виклику  | 5    | 15   | 76   | 5,07 |          |
| 2020/2021 | «Олімп» (Прага)               | Кубок ЄКВ      |      |      | 0    | 0    |          |

Статистика виступів у збірній:
| Сезон  | Команда | Турнір           | Фінальний турнір | Фінальний турнір | Фінальний турнір | Фінальний турнір | Відбіркові змагання | Відбіркові змагання | Відбіркові змагання | Відбіркові змагання | Примітки |
| Сезон  | Команда | Турнір           | Ігри             | Сети             | Очки             | Ср.              | Ігри                | Сети                | Очки                | Ср.                 | Примітки |
| ------ | ------- | ---------------- | ---------------- | ---------------- | ---------------- | ---------------- | ------------------- | ------------------- | ------------------- | ------------------- | -------- |
| 2007   | Чехія   | Чемпіонат Європи |                  |                  |                  |                  |                     |                     |                     |                     |          |
| 2009   | Чехія   | Чемпіонат Європи |                  |                  |                  |                  |                     |                     |                     |                     |          |
| 2011   | Чехія   | Чемпіонат Європи | 5                | 15               | 82               | 5,47             | 5                   | 20                  | 103                 | 5,15                |          |
| 2013   | Чехія   | Чемпіонат Європи | 4                | 18               | 117              | 6,5              | 8                   | 30                  | 143                 | 4,77                |          |
| 2015   | Чехія   | Чемпіонат Європи | 4                | 13               | 50               | 3,85             | 6                   | 21                  | 124                 | 5,90                |          |
| 2017   | Чехія   | Чемпіонат Європи | 4                | 14               | 61               | 4,36             | 8                   | 27                  | 123                 | 4,56                |          |
| Всього | Всього  | Всього           | 17               | 60               | 310              | 5,17             | 27                  | 98                  | 490                 | 5,0                 |          |
| 2011   | Чехія   | Євроліга         | 14               | 49               | 226              | 4,61             |                     |                     |                     |                     |          |
| 2012   | Чехія   | Євроліга         | 10               | 37               | 194              | 5,25             |                     |                     |                     |                     |          |
| Всього | Всього  | Всього           | 24               | 86               | 420              | 4,89             |                     |                     |                     |                     |          |